# برم الوان (سر أسياب يوسفي)
برم الوان (بالفارسية: برم الوان) هي قرية تقع في إيران في قسم سر أسياب يوسفي الريفي. يقدر عدد سكانها بـ 119 نسمة بحسب إحصاء 2016.